# Literatura tajique
A literatura tajique e a sua história estão ligadas à padronização da Língua tajique. Centros literários tajiques incluem as cidades de Bukhara e Samarkand, atualmente no Uzbequistão, mas com uma população tajique em sua maioria.
Durante a União Soviética, a principal produção literária foi o Realismo socialista natural. 
Três escritores dominaram a primeira geração da literatura soviética tajique. Sadriddin Aini (1878-1954), escritor e educador, que virou comunista, começou como um poeta, entretanto, escreveu prosa principalmente na era soviética. Seus trabalhos incluem três grandes romances que tratam de questões sociais na região e memórias que retratam a vida no Bukhoro Canato. Aini se tornou o primeiro presidente da Academia de Ciências do Tajiquistão.
Abu'l-Qasem Lahuti (1887-1957); em tajique, Abdulqosim Lohuti) foi um poeta iraniano que emigrou para a União Soviética por motivos políticos e eventualmente instalou-se no Tajiquistão. Ele escreveu tanto poesia lírica e verso "realismo socialista". Outro poeta, Mirzo Tursunzoda (1911-1977), coletou a literatura oral tajique, escreveu poesias de sua autoria sobre mudanças sociais no Tajiquistão, e produziu várias obras sobre temas políticos populares do momento. Desde a geração que incluiu os três escritores, o Tajiquistão tem produzido inúmeros poetas, romancistas, contistas e dramaturgos.

## Escritores notáveis
- Sadriddin Aini
- Mirzo Abdulvohid Munzim
- Pairav Sulaimoni
- Abulqosim Lohuti
- Sadri Ziyo
- Sotym Ulughzoda
- Mirzo Tursunzoda
- Laiq Sher-Ali
- Bozor Sobir
- Muhammadjon Shukurov